# Озерне (Ковельський район)
Озерне́ — село в Україні, у Поворській сільській громаді Ковельського району Волинської області. Населення становить 332 особи.

## Географія
Селом протіка річка Стохід.

## Історія
У 1906 році село Городківської волості Луцького повіту Волинської губернії. Відстань від повітового міста 56 верст, від волості 27. Дворів 48, мешканців 221.

## Населення
Згідно з переписом УРСР 1989 року чисельність наявного населення села становила 335 осіб, з яких 163 чоловіки та 172 жінки.
За переписом населення України 2001 року в селі мешкало 328 осіб.

### Мова
Розподіл населення за рідною мовою за даними перепису 2001 року:
| Мова       | Відсоток |
| ---------- | -------- |
| українська | 98,80 %  |
| російська  | 1,20 %   |